# Maison de Beauharnais
Maison de Leuchtenberg
Pour les articles homonymes, voir Beauharnois.
La maison de Beauharnais devenue, au XIXe siècle, la maison de Leuchtenberg, est une famille noble française qui s'est progressivement hissée au rang des maisons souveraines européennes durant le Premier Empire. Originaires de Bretagne et d'Orléanais, les Beauharnais ont d'abord servi la France avant d'essaimer en Bavière, en Russie et dans bien d'autres pays d'Europe et d'Amérique.
Issus de la noblesse de robe, les Beauharnais (ou Beauharnois) ont donné plusieurs magistrats et fonctionnaires au royaume de France. Plusieurs de leurs membres ont ainsi servi comme gouverneurs de l'Amérique française (Nouvelle-France et Martinique) durant l'Ancien Régime. Ils ont ensuite accédé au rang de princes français sous le Premier Empire et ont alors pu se mêler à différentes familles souveraines européennes (Bonaparte, Wittelsbach et Zähringen). L'Italie, le pays de Bade, la Hollande, la Suède, le Brésil ou le Portugal ont ainsi eu des Beauharnais à leur tête au XIXe siècle, mais toujours en tant que consorts ou vice-rois.

## Histoire
Originaires du duché de Bretagne, les Beauharnais (ou Beauharnois) s’établissent à la fin du XIVe siècle à Orléans. Lors du siège d'Orléans en 1429, un fils de Guillaume, Jehan Beauharnais, joue un rôle dans la défense de la ville et témoigne, de ce fait, au procès de réhabilitation de Jeanne d'Arc.
Par la suite, les Beauharnais fournissent au royaume de France des militaires et des magistrats, et contractent des alliances dans divers milieux, dont celui de l'Université de droit d'Orléans. Au XVIe siècle, des Beauharnais sont ainsi magistrats, marchands ou chanoines à Orléans. De la fin du XVIe à la fin du XVIIe siècle, les fonctions de président et de lieutenant général au bailliage et siège présidial d'Orléans se transmettent héréditairement dans la famille Beauharnais. Le plus éminent de ces magistrats est François III de Beauharnais, sieur de la Grillère (à Vouzon, Loir-et-Cher), né à Orléans en 1600, et mort dans cette ville en 1681.
À la fin du XVIIe siècle, l'office de lieutenant général du bailliage d'Orléans est cédé à une branche alliée de la famille, les Curault. Les plus éminents des Beauharnais se tournent alors vers la marine royale et l'administration des colonies françaises d'Amérique. Un autre François de Beauharnais (1665-1746) devient intendant de la Nouvelle-France (c'est-à-dire du Canada), où une seigneurie lui est concédée en 1707. Son neveu, également prénommé François, est nommé chef d'escadre des armées royales, puis gouverneur de la Martinique.
Les Beauharnais d'Orléans sont aussi de grands propriétaires fonciers pourvus de plusieurs seigneuries dans la région. Au XVe siècle, ils sont seigneurs de la Chaussée, fief situé dans l'actuel faubourg Saint-Jean, à Orléans (paroisse Saint-Laurent ; cf. Eugène Lepage : Rues d'Orléans, p. 289). Ils s'intéressent également à la Sologne puisqu'au début du XVIe siècle, Guillaume de Beauharnais possède la terre de Villechauve, à Sennely (Loiret). Les Beauharnais sont aussi seigneurs de la terre voisine de la Grillère, à Vouzon, qu'ils conservent jusqu'au début du XVIIIe siècle (époque où elle passe, par mariage d'une fille Beauharnais, à la famille Choiseul-Gouffier).
Le 20 avril 1752, François de Beauharnais (1714-1800), gouverneur de la Martinique, arrière-grand-père maternel du futur Napoléon III, achète la seigneurie de La Ferté-Avrain, en Sologne. Il en obtient l'érection en marquisat par lettres patentes de juillet 1764 sous le nom de La Ferté-Beauharnais, nom que la commune porte toujours actuellement (département de Loir-et-Cher).

## Généalogie

### Généalogie des Beauharnais (jusqu'auXIXesiècle)
- Guillaume Ier Beauharnais, seigneur de Miramion et de la Chaussée, qui épouse Marguerite de Bourges. D'où au moins 3 enfants, parmi lesquels :
  - Jean Ier Beauharnais. D'où :
    - Jean II Beauharnais (mort après 1487). Défenseur d'Orléans lors du siège de 1428-1429.

  - Guillaume II Beauharnais, seigneur de Miramion, qui épouse Jacquette Le Maire. D'où :
    - Jean III Beauharnais, seigneur de Miramion, qui épouse Jeanne Boilleve. D'où :
      - Guillaume III Beauharnais, seigneur de Miramion, qui épouse Marie Le Vassor (fille d'Aignan Le Vassor et de Jeanne Compaing). D'où :
        - Guillaume IV Beauharnais, seigneur de Miramion, qui épouse Jeanne de Saint-Mesmin, dame de Sédenay (à Villermain ; fille de François de Saint-Mesmin et de Marie Leclerc). D'où :
          - François Ier de Beauharnais († 1587), seigneur de Miramion, qui épouse Madeleine Bourdineau (fille de Jacques Bourdineau, seigneur de Villemblin, et d'Anne de Troyes). D'où :
            - Anne de Beauharnais (d. 1653), qui épouse Paul Phélypeaux de Pontchartrain (1569-1621), seigneur de Pontchartrain et de Villesavin ;
            - Aignan de Beauharnais, seigneur de Miramion. D'où :
              - Jean-Jacques de Beauharnais (d. 1645), seigneur de Miramion, qui épouse Marie Bonneau de Rubelles (1629-1696). D'où Marie-Marguerite de Beauharnais, dame de Miramion, , épouse en 1660 de Guillaume de Nesmond, fils de François-Théodore de Nesmond.

            - François II de Beauharnais († 1651), premier président au Présidial d'Orléans (en 1598) et lieutenant général au bailliage ; député du Tiers État aux États généraux de 1614 ; seigneur de la Grillère, à Vouzon (Loir-et-Cher). Marié à Anne Brachet, dame de la Boische (la Boëche ; à Villermain ?), d'où 7 enfants dont :
              - François III de Beauharnais. Marié à Anne de Mareau, puis à Charlotte de Bugey. D'où 4 enfants du second mariage, dont :
                - François IV de Beauharnais († 1722), seigneur de La Grillère ;
                - Marie-Anne de Beauharnais (1644-1723). Mariée à Jean-Baptiste Phélypeaux (1646-1711), comte de Montlhéry.

              - Jean de Beauharnais (1606-1661), maître d'hôtel ordinaire du Roi. Marié à Marie Mallet. D'où 3 enfants dont :
                - François Gaston de Beauharnais (1636-1694), seigneur de La Boische et de La Chaussée ; lieutenant général du siège d'Orléans et chevalier de Saint-Louis. Marié en 1663 à Marguerite Françoise Pivart de Chastullé. D'où 14 enfants dont :
                  -  Jeanne-Élisabeth de Beauharnais (????-????). Mariée à Michel Bégon de la Picardière (1667-1747), intendant de la Nouvelle-France ;
                  - François V de Beauharnais (1665-1746), écuyer, sieur de la Boische et baron de Beauville (titré en 1707) ; intendant de la Nouvelle-France ;
                  - Charles de Beauharnais (1671-1749), marquis de Beauharnais, grand-croix de l'ordre de Saint-Louis ; lieutenant général des armées navales, gouverneur général de la Nouvelle-France ,
                  - Claude de Beauharnais (1680-1738), seigneur de Beaumont et de Villechauve, seigneur des Roches-Baritaud ; capitaine des vaisseaux du roi et chevalier de Saint-Louis. Marié à Renée Hardouineau, fille du seigneur de La Laudanière, dont 2 fils :
                    - François VI de Beauharnais (1714-1800), baron de Beauville, marquis de La Ferté-Beauharnais (titré en 1764) ; chef d'escadre des armées royales, gouverneur de la Martinique. Marié à sa cousine Marie-Anne Pivart de Chastullé, puis à Marie-Euphémie Tascher de la Pagerie, dont 2 fils de son premier mariage :
                      - François VII de Beauharnais, marquis de La Ferté-Beauharnais (1756-1846) ; lieutenant général et ambassadeur de France en Espagne. Marié à sa cousine Marie-Anne-Françoise de Beauharnais (1757-1822) puis à Louise de Cohausen (1775-1822). D'où 4 enfants du premier mariage et 2 du second, dont :
                        - Adélaïde de Beauharnais (1779-1852), dame de Beauville ;
                        - Émilie Louise de Beauharnais (1781-1855). Mariée au comte Antoine Marie Chamans de Lavalette (1769-1830) ;
                        - Hortense de Beauharnais (1812-1851). Mariée au comte Richard de Querelles (1808-1846) puis à Armand Laity (1812-1899), préfet des Basses-Pyrénées et sénateur.

                      - Alexandre de Beauharnais (1760-1794) ; député de la noblesse du bailliage de Blois aux États généraux de 1789, général en chef de l'Armée du Rhin en 1793 ; guillotiné en 1794. Marié à Marie-Josèphe-Rose (dite Joséphine) Tascher de la Pagerie, dont 2 enfants :
                        - Eugène de Beauharnais (1781-1824), prince français, vice-roi du royaume d'Italie, prince de Venise, grand-duc de Francfort, duc de Leuchtenberg et prince d'Eichstätt. Marié à la princesse Augusta-Amélie de Bavière (1788-1851)
                          - Voir Généalogie des Beauharnais-Leuchtenberg

                        - Hortense de Beauharnais (1783-1837), reine de Hollande. Mariée à Louis Bonaparte, roi de Hollande (1778-1846), et maîtresse du comte Charles de Flahaut (père du duc de Morny).

                    - Claude de Beauharnais (1717-1784), comte des Roches-Baritaud (titré en 1759). Marié à Marie-Anne-Françoise Mouchard de Chaban, dite Fanny de Beauharnais (séparés en 1762). D'où 3 enfants, dont :
                      - Claude de Beauharnais (1756-1819), comte des Roches-Baritaud et pair de France. Marié à Adrienne de Lezay-Marnésia, puis à Sophie Fortin du Plessis, dont 2 enfants du premier mariage et 1 enfant du second mariage :
                        - Albéric de Beauharnais (1787-1791) ;
                        - Stéphanie de Beauharnais (1789-1860), princesse française, grande-duchesse de Bade. Mariée à Charles II, grand-duc de Bade (1786-1818) ;
                        - Joséphine de Beauharnais (1803-1871), marquise de Quiqueran de Beaujeu. Mariée à Adrien Hippolyte, marquis de Quiqueran de Beaujeu (1797-1860).

                      - Anne Amédée de Beauharnais (1760-1831), vicomtesse de Barral. Mariée au général André Horace François de Barral de Rochechinard (1743-1829).

### Généalogie des Beauharnais-Leuchtenberg (à partir duXIXesiècle)
- Eugène de Beauharnais (1781-1824), prince français, vice-roi du royaume d'Italie, prince de Venise, grand-duc de Francfort, duc de Leuchtenberg et prince d'Eichstätt. Marié à la princesse Augusta-Amélie de Bavière (1788-1851).
  - Joséphine de Leuchtenberg (1807-1876), princesse de Bologne, duchesse de Galliera, duchesse de Leuchtenberg, reine de Suède et de Norvège. Mariée à Oscar Ier, roi de Suède et de Norvège (1799-1859), fils du maréchal Bernadotte, fondateur de la maison royale de Suède. D'où postérité.
  - Eugénie de Leuchtenberg (1808-1847), duchesse de Leuchtenberg et princesse de Hohenzollern-Hechingen. Mariée au prince Constantin de Hohenzollern-Hechingen (1801-1869). D'où postérité ;
  - Auguste de Leuchtenberg (1810-1835), duc de Leuchtenberg, prince d'Eichstätt, infant de Portugal et duc de Santa Cruz. Marié à Marie II, reine de Portugal (1819-1853). Sans postérité ;
  - Amélie de Leuchtenberg (1812-1873), duchesse de Leuchtenberg et impératrice du Brésil. Mariée à Pierre Ier, empereur du Brésil (1798-1834). D'où une fille ;
  - Théodelinde de Leuchtenberg (1814-1857), duchesse de Leuchtenberg, comtesse de Wurtemberg. Mariée à Frédéric Guillaume, comte de Wurtemberg et duc d'Urach (1810-1869). D'où postérité ;
  - Caroline de Leuchtenberg (1816-1816) ;
  - Maximilien de Leuchtenberg (1817-1852), duc de Leuchtenberg, prince d'Eichstätt, et prince Romanovsky en Russie avec prédicat d'altesse impériale. Marié à la grande-duchesse Maria Nikolaïevna de Russie (1819-1876). D'où sept enfants :
    - Alexandra de Leuchtenberg (1840-1843), duchesse de Leuchtenberg et princesse Romanovskaïa ;
    - Marie de Leuchtenberg (1841-1914), princesse de Leuchtenberg et princesse Romanovskaïa. Mariée au prince Guillaume de Bade (1829-1897). D'où postérité ;
    - Nicolas de Leuchtenberg (1843-1891), duc de Leuchtenberg et prince Romanovsky. Marié morganatiquement à Nadège Annenkov (1840-1891), titrée comtesse de Beauharnais. D'où 2 fils :
      - Nicolas de Leuchtenberg (1868-1928), duc de Leuchtenberg. Marié à la comtesse Maria Nikolaïevna Grabbe (1869-1948). D'où sept enfants, parmi lesquels :
        - Alexandra de Leuchtenberg (1895-1960), duchesse de Leuchtenberg. Mariée à Levan Melikov (1893-1928), dont elle divorce, puis à Nicolas Terestchenko (1894-1926) ;
        - Nicolas de Leuchtenberg, duc de Leuchtenberg. Marié à Olga Fomina (1898-1921) puis à Élisabeth Müller-Himmler (1906-1999). D'où une fille du premier mariage et un fils du second :
          - Eugénie de Leuchtenberg (1921), duchesse de Leuchtenberg. Mariée à Martin von Bruch (1911) ;
          - Nicolas de Leuchtenberg, duc de Leuchtenberg. marié à Anne Christine Buegge (1936). D'où 2 fils :
            - Nicolas Maximilien de Leuchtenberg (1963-2002), duc de Leuchtenberg ;
            - Constantin de Leuchtenberg (1965), duc de Leuchtenberg.

        - Nadège de Leuchtenberg (1898-1962), duchesse de Leuchtenberg. Mariée au violoniste Alexander Mogilevsky (en) (1885-1963) ;
        - Maximilien de Leuchtenberg (1900-1905), duc de Leuchtenberg ;
        - Serge de Leuchtenberg (1903-1966), duc de Leuchtenberg et président fondateur de l'Union des solidaristes russes. Marié à Anne Maumova (1900-?) avant d’en divorcer (d’où quatre enfants). Remarié à Kira Wolkova (1915) puis à Olga Wickberg (1926).

      - Georges de Leuchtenberg (1872-1929), duc de Leuchtenberg. Marié à Olga Repnina (1872-1953). D'où six enfants parmi lesquels :
        - Dimitri de Leuchtenberg (1898-1972), duc de Leuchtenberg. Marié à Catherine Alexandrovna Arapova (1900-1991). D'où postérité ;
        - Constantin de Leuchtenberg (1905-1983), duc de Leuchtenberg. Marié à la princesse Daria Alexeïevna Obolenski (1903-1982). D'où postérité féminine ;

    - Eugénie de Leuchtenberg (1845-1925), duchesse de Leuchtenberg et princesse Romanovskaïa. Mariée au duc Alexandre d'Oldenbourg (1844-1932). D'où postérité ;
    - Eugène de Leuchtenberg (1847-1901), duc de Leuchtenberg et prince Romanovsky. Marié à Daria Opotchinine (1845-1870) puis à Zénaïda Skobelev (1856-1889), titrée comtesse de Beauharnais. D'où une fille du premier mariage :
      - Daria de Beauharnais (1870-1937), comtesse de Beauharnais. Marié au prince Lev Mikhaïlovitch Kotchoubeï (1862-1927). Divorcée en 1910, Daria se remarie brièvement au baron Vladimir von Grevenits (1872-1916). À nouveau divorcée en 1913, elle se remarie finalement à Viktor Markizetti (1874-1938). D'où postérité du premier mariage ;

    - Serge de Leuchtenberg (1849-1877), prince de Leuchtenberg et prince Romanovsky. Sans postérité ;
    - Georges de Leuchtenberg (1852-1912), duc de Leuchtenberg et prince Romanovsky. Marié à la princesse Thérèse d'Oldenbourg (1852-1883) puis à la princesse Anastasia de Monténégro (1867-1935). Le couple divorce en 1906. D'où 1 fils du premier mariage et 1 fils et 1 fille du second :
      - Alexandre de Leuchtenberg (1881-1942), duc de Leuchtenberg et prince Romanovsky ;
      - Serge de Leuchtenberg (1890-1974), duc de Leuchtenberg et prince Romanovsky ;
      - Hélène de Leuchtenberg (1892-1971), princesse de Leuchtenberg et princesse Romanovskaïa.

## Armoiries

Armoiries de la maison de Beauharnais sous l'Ancien Régime
Armoiries de Claude de Beauharnais sous le Premier Empire
Armoiries d'Eugène de Beauharnais sous le Premier Empire.
Armoiries concédées aux duc de Leuchtenberg par le roi de Bavière
Armoiries d'Auguste de Beauharnais comme prince consort de Portugal[2].
Armoiries de Maximilien de Leuchtenberg comme gendre de l'empereur de Russie
Armoiries des ducs de Leuchtenberg et princes Romanovsky
Armoiries des ducs de Leuchtenberg (branche morganatique, seule survivante)

## Pour approfondir

#### Seigneuries et titres
- Seigneurie de Beauharnois ;
- La Ferté-Beauharnais ;
- Vouzon ;
- Duché de Galliera ;
- Duc de Navarre ;
- Duc de Leuchtenberg ;
- Duc de Santa Cruz.

#### Résidences
- Château de La Ferté-Beauharnais ;
- Palais Leuchtenberg (Peterhof) ;
- Palais Marie ;
- Palais Roumiantsev.

#### Autres
- Liste de devises de familles françaises notoires
- Armorial des familles de Bretagne
- Armorial des familles de l'Orléanais